# Cylindropuntia lindsayi
Cylindropuntia lindsayi, conocida comúnmente como cholla de Lindsay, es una especie de planta suculenta perteneciente al género Cylindropuntia, dentro de la familia Cactaceae. Es endémica del noroeste de México (concretamente del estado mexicano de Baja California).

## Descripción
Cylindropuntia lindsayi es una especie de cactus que crece como un arbusto denso y compacto, alcanzando alturas de 0,4 a 3 m. Presenta un único tallo principal que recuerda a una liana y tiene muchas ramificaciones laterales. 

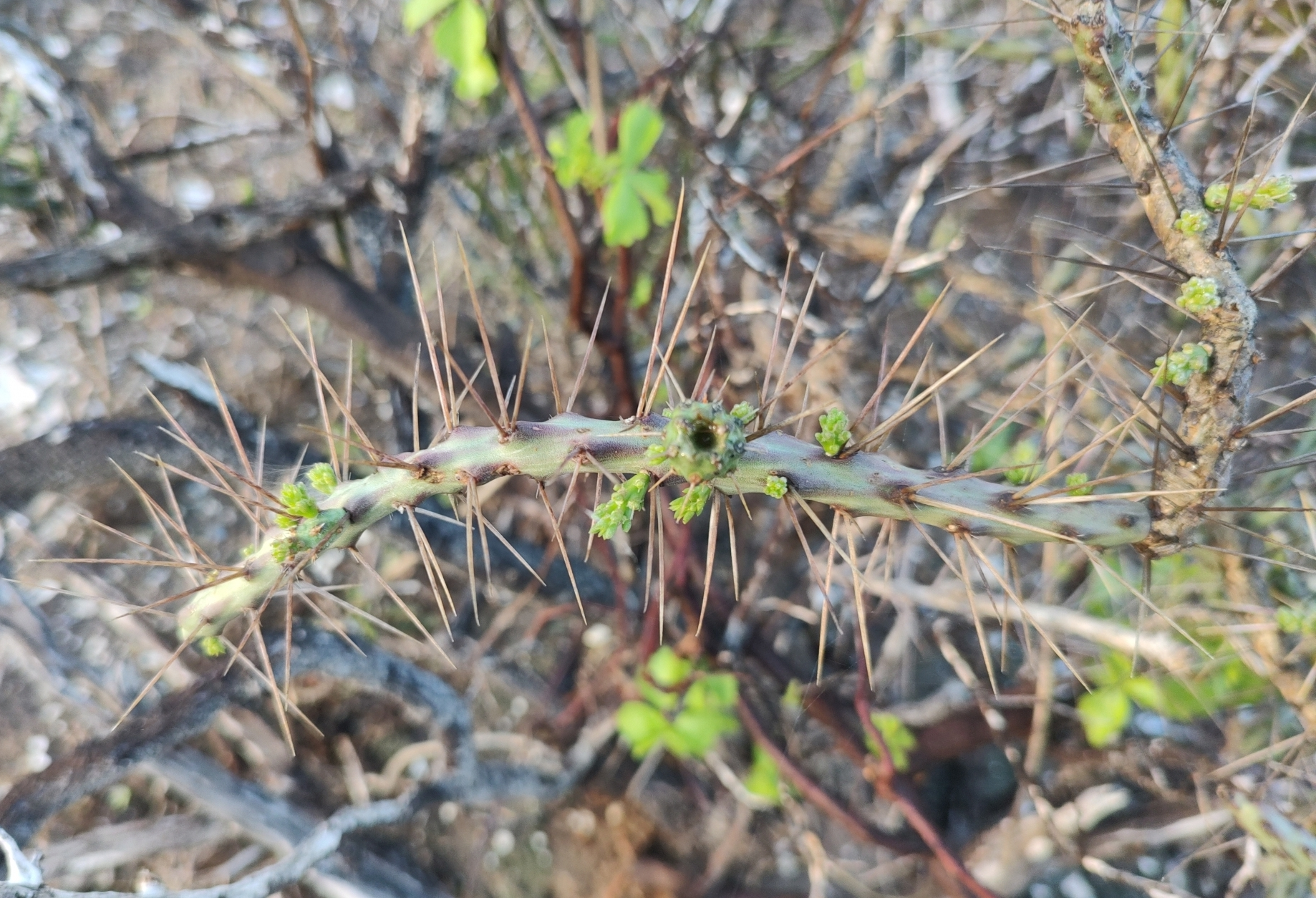
Detalle del tallo

Los brotes son articulados, tienen tubérculos alargados y están formados por segmentos que se desprenden con facilidad. Cada uno de ellos mide de 1,5 a 9 cm de largo y de 0,4 a 0,8 cm de diámetro. Tienen forma cilíndrica, son muy delgados y tienen la epidermis de color verde a verde grisáceo, llegado a adquirir tonos púrpura alrededor de las areolas.
Sobre los tallos se asientan areolas de color crema que se tornan grises con la edad. Poseen gloquidios de color marrón anaranjado de 2 a 3 mm de largo, aunque a veces algunos de ellos se tornan grises y adquieren forma de cerda. También tienen de 1 a 3 espinas presentes en casi todas las areolas (aunque a veces pueden faltar) y están cubiertas por una vaina epidérmica suelta de color gris a amarillento que parece de papel. Son fuertes, de color blanco a gris con la punta amarillenta y miden de 1 a 3,7 cm de largo.
Las flores son de color verde claro a amarillo verdoso, se abren durante el día (diurnas) y son polinizadas por abejas. Florece entre los meses de junio y agosto. 

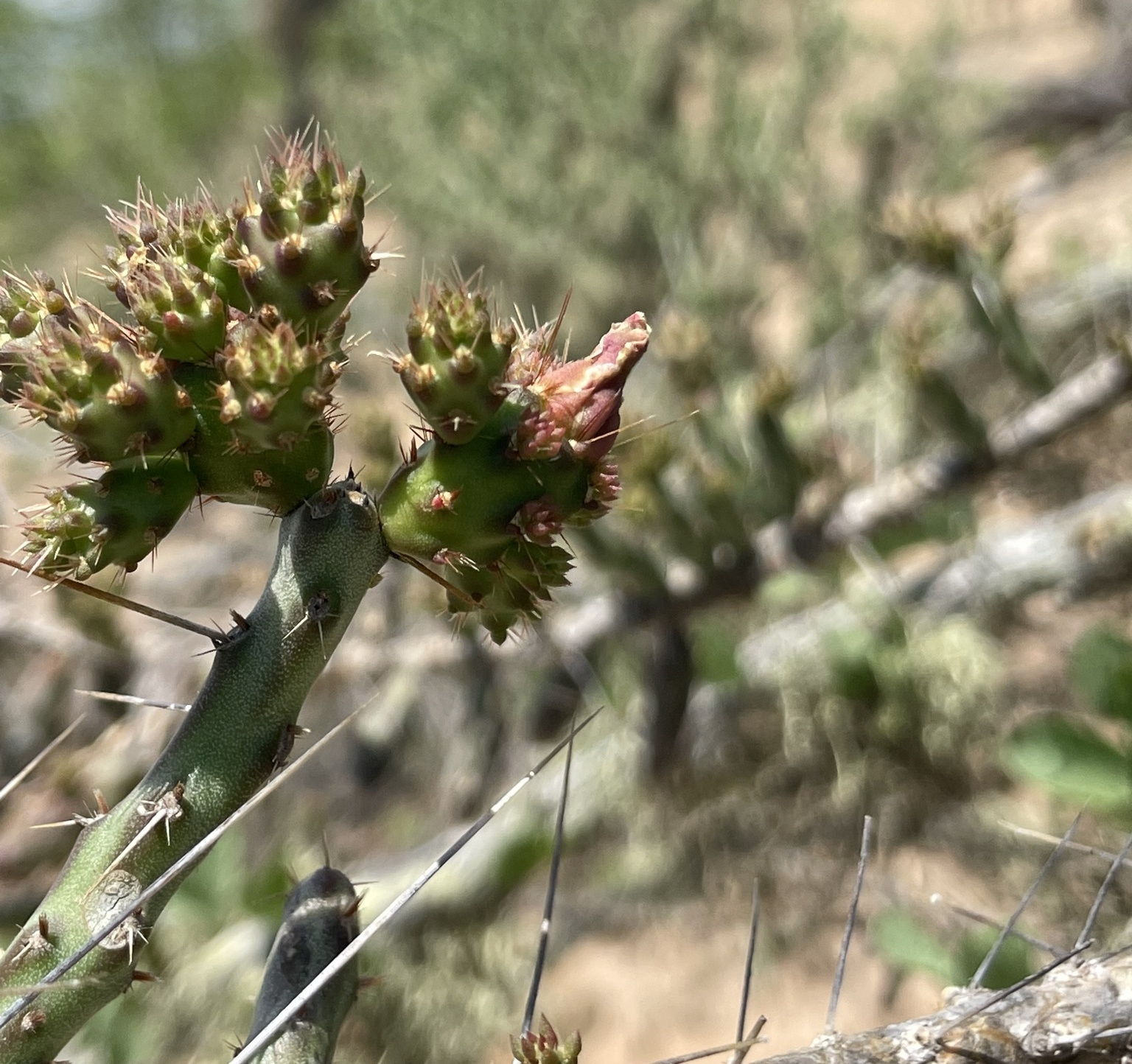
Frutos en formación

Los frutos son de color verde a rojo y tienen espinas. Son carnosos, miden de 1,8 a 2,8 cm de largo y tienen un diámetro de 7 a 9 mm. Tienen un máximo de 5 semillas por fruto, son de color pardo y están comprimidas lateralmente.

## Distribución y hábitat
El área de distribución nativa de esta especie es el noroeste de México (concretamente en el estado mexicano de Baja California) y crece principalmente en biomas desérticos o de matorral seco.

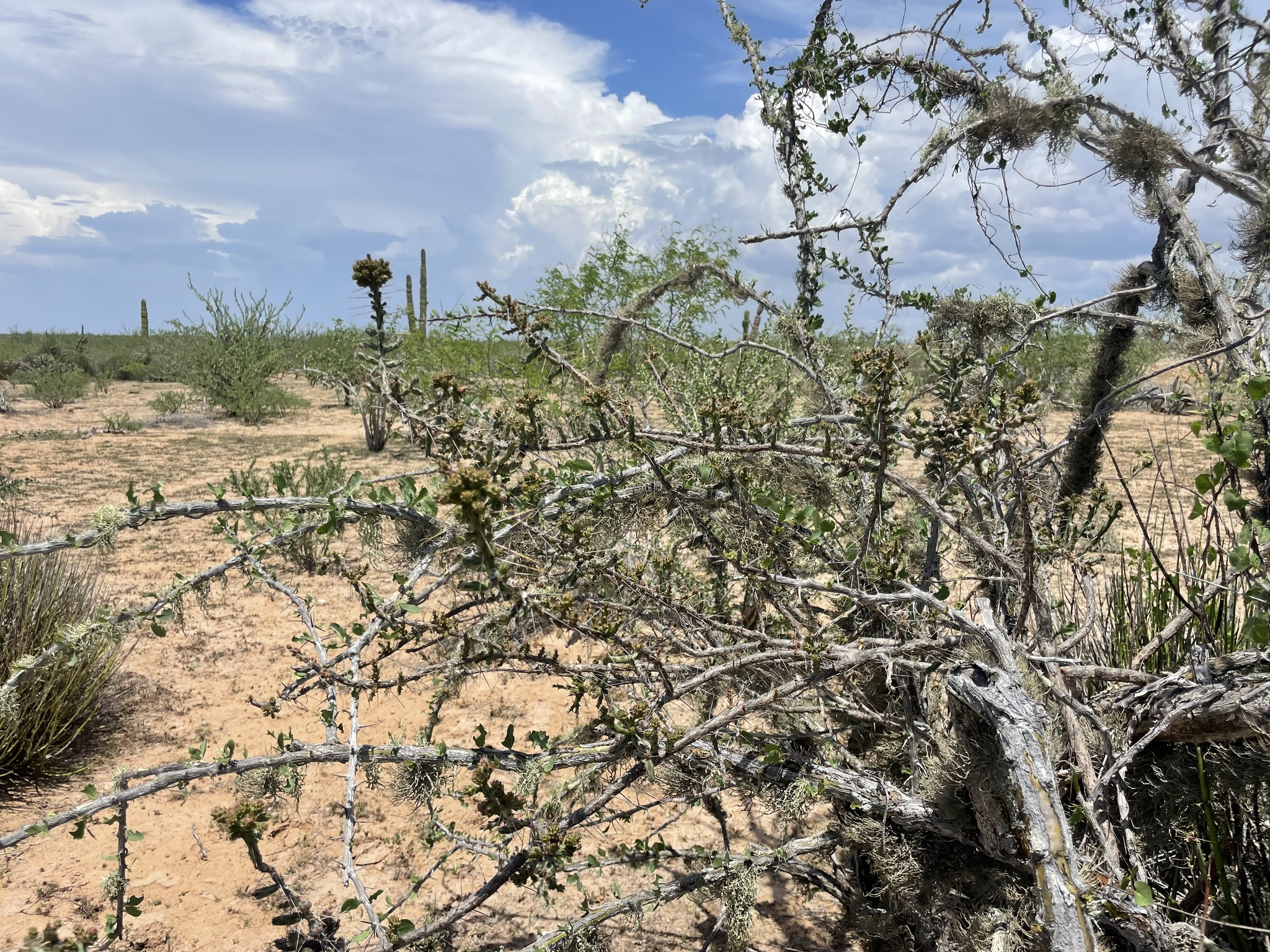
En su hábitat

Habita en planicies arenosas y arroyos arenosos, a elevaciones de 50 a 625 metros sobre el nivel del mar.

## Taxonomía
La primera descripción de esta especie fue como Opuntia lindsayi, publicada en 1997 por el botánico Jon Paul Rebman en la revista Cactus and Succulent Journal 69: 67.
Posteriormente, el propio Jon Paul Rebman colocó la especie en el género Cylindropuntia, pasando a llamarse Cylindropuntia lindsayi y anotando estos cambios en la revista científica Journal of the Arizona-Nevada Academy of Science 34: 45 en el año 2002.
Etimología
- Cylindropuntia: nombre genérico formado por dos palabras: el sustantivo griego kýlindros (que significa 'cilindro') y el género Opuntia, (con el que el género tiene similitudes), haciendo referencia a la forma cilíndrica de los tallos de las plantas.
- lindsayi: epíteto específico otorgado en honor al Dr. George Edmund Lindsay, botánico estadounidense, especialista en la flora de Baja California y director del Museo de Historia Natural de San Diego.[8]

## Estado de conservación
En la Lista Roja de Especies Amenazadas de la UICN, la especie está clasificada como de “Preocupación Menor (LC)” y no se conocen amenazas importantes para la conservación de esta especie.

## Usos
Se cultiva raramente como planta ornamental, ya que no tiene una apariencia atractiva y su propagación se realiza a través de esquejes.